# Paweł Józef Olszewski
Paweł Józef Olszewski herbu Ślepowron (zm. 1706) – instygator koronny w latach 1698–1706, wiceinstygator koronny w 1697 roku.
Deputat województwa czernihihowskiego do rady stanu rycerskiego rokoszu łowickiego w 1697 roku. Poseł na sejm pacyfikacyjny 1699 roku z województwa kijowskiego. Deputat województwa bełskiego na Trybunał Główny Koronny w 1702 roku. Był członkiem konfederacji sandomierskiej 1704 roku.